# Paroisse de Burton
Pour les articles homonymes, voir Burton.
La paroisse de Burton est à la fois une paroisse civile et un ancien district de services locaux (DSL) situé dans le comté de Sunbury dans le Sud du Nouveau-Brunswick au Canada. Burton était le chef-lieu du comté de Sunbury de sa création en 1784 jusqu'à l'abolition des gouvernements de comté en 1966. Dans le cadre de la réforme de la gouvernance locale du 1er janvier 2023, le DSL a été annexé au district rural de la Région-de-la-capitale.

## Toponymie
Burton est nommé ainsi en l'honneur du brigadier-général Ralph Burton (mort en 1768), gouverneur de Trois-Rivières. Ce choix n'est pas expliqué.

## Géographie
Burton est situé dans le Sud de la province du Nouveau-Brunswick dans l'Est du Canada, à 24 kilomètres de route au sud-est de Fredericton et à 92 km au nord-ouest de Saint-Jean. Le DSL est situé le long du fleuve Saint-Jean sur son versant sud et sur la route 102 entre Oromocto au sud-est et Gagetown à l'ouest. Le pont de Burton traverse le fleuve Saint-Jean et relie Burton à Maugerville. Il s'agit d'un important repère géographique de la région. Le DSL comprend les hameaux de Burton, Goan, Lower Burton, Burpees Corner et Swan Creek (d'est en ouest). Son territoire est limitrophe du secteur d'entraînement de la base des Forces canadiennes Gagetown au sud séparé par la route 2 qui n'a pas de sortie à Burton. D'ailleurs, la rue Hamilton de Burton continue dans la base et devient un chemin de terre conservant le même nom utilisé notamment par les chars d'assaut. Les bruits d'artillerie, d'hélicoptères et d'autres équipements militaires sont fréquents.
La paroisse de Burton est limitrophe d'Upper Gagetown au nord-est, de la paroisse de Gagetown – inhabitée – à l'est, de la paroisse de Blissville au sud, de la paroisse de Gladstone au sud-ouest, de Rusagonis-Waasis à l'ouest et finalement d'Oromocto au nord-ouest.

## Histoire
Selon William Francis Ganong, il y avait peut-être un village acadien au bord du lac French, qui aurait pu être fondé après 1758 par les rescapés de la campagne du fleuve Saint-Jean. Selon la tradition orale, un autre village acadien aurait été fondé dans les environs de Swan Creek.
En 1765, une compagnie obtient la concession de Burton mais ne colonise que partiellement le territoire. En 1783, le territoire comprenant la paroisse de Burton, Oromocto, Rusagonis-Waasis et la paroisse de Lincoln compte 42 familles anglaises.
Geary est fondé vers 1806 par neuf familles loyalistes arrivés via Niagara Falls ; c'est l'un des plus vieux établissements néo-brunswickois situés à l'écart des eaux navigables. La concession est officialisée en 1810. Le poste de ravitaillement de Darby Gillans, désormais le hameau de Gillans Corner, est fondé avant 1826 le long de la vieille route de Nerepis. Shirley Settlement est fondé avant 1841 par James Shirley, originaire de Houlton au Maine. Victoria Settlement est arpenté en 1841 est colonisé principalement par des gens provenant des environs mais aussi quelques immigrants. Boland Settlement est fondé vers 1848 par des immigrants irlandais; l'établissement n'existe plus.
Un hameau du nom de Gordon a existé près de Shirley ; ce fut peut-être le même que Greenfield.
L'école élémentaire Geary est inaugurée en 1955. L'école élémentaire Burton ouvre ses portes en 1963.
La municipalité du comté de Sunbury est dissoute en 1966. La paroisse de Burton devient un district de services locaux en 1967.

## Démographie
(juillet 2016).
D'après le recensement de Statistique Canada, il y avait 5 000 habitants en 2001, comparativement à 4 601 en 1996, soit une hausse de 8,7 %. La paroisse compte 1 749 logements privés, a une superficie de 259,67 km2 et une densité de population de 19,3 habitants au km².
| 2001  | 2006  | 2011  | 2016  |
| ----- | ----- | ----- | ----- |
| 5 000 | 5 019 | 5 421 | 5 119 |

## Économie
Entreprise Central NB, membre du Réseau Entreprise, a la responsabilité du développement économique.

## Administration

### Commission de services régionaux
La paroisse de Burton fait partie de la Région 11, une commission de services régionaux (CSR) devant commencer officiellement ses activités le 1er janvier 2013. Contrairement aux municipalités, les DSL sont représentés au conseil par un nombre de représentants proportionnel à leur population et leur assiette fiscale. Ces représentants sont élus par les présidents des DSL mais sont nommés par le gouvernement s'il n'y a pas assez de présidents en fonction. Les services obligatoirement offerts par les CSR sont l'aménagement régional, l'aménagement local dans le cas des DSL, la gestion des déchets solides, la planification des mesures d'urgence ainsi que la collaboration en matière de services de police, la planification et le partage des coûts des infrastructures régionales de sport, de loisirs et de culture ; d'autres services pourraient s'ajouter à cette liste.

### Représentations et tendances politiques
Nouveau-Brunswick: Burton fait partie de la circonscription provinciale d'Oromocto, qui est représentée à l'Assemblée législative du Nouveau-Brunswick par Jody Carr, du Parti progressiste-conservateur. Il fut élu lors de l'élection de 1999 puis réélu à chaque fois depuis, la dernière fois étant en 2010.
 Canada: Burton fait partie de la circonscription fédérale de Fredericton. Cette circonscription est représentée à la Chambre des communes du Canada par Keith Ashfield, du Parti conservateur.

## Infrastructures et services
L'école élémentaire Burton accueille les élèves de la maternelle à la 2e année. C'est une école publique anglophone faisant partie du district scolaire #17.
Le DSL est inclus dans le territoire du sous-district 10 du district scolaire Francophone Sud. Les écoles francophones les plus proches sont à Fredericton et Oromocto alors que les établissements d'enseignement supérieurs les plus proches sont dans le Grand Moncton.
Burton est le siège d'un tribunal de la Cour provinciale du Nouveau-Brunswick. L'édifice de la cour comprend également un bureau de Services Nouveau-Brunswick. Le bureau de Postes Canada et le détachement de la Gendarmerie royale du Canada les plus proches sont à Oromocto.
Les quotidiens anglophones sont le Telegraph-Journal, publié à Saint-Jean, et The Daily Gleaner, de Fredericton. Les francophones bénéficient quant à eux du quotidien L'Acadie nouvelle, publié à Caraquet et de l'hebdomadaire L'Étoile, de Dieppe.

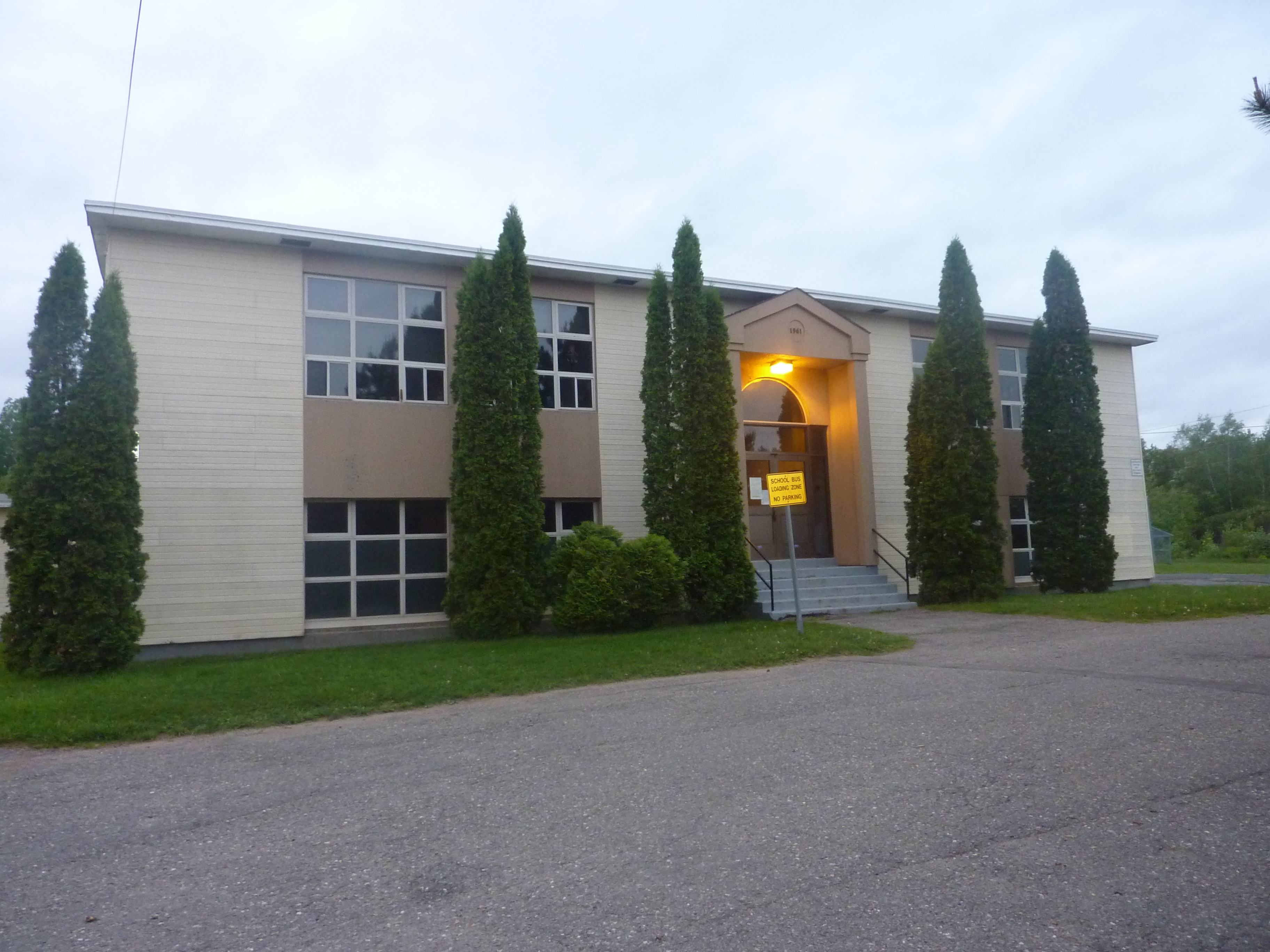
École
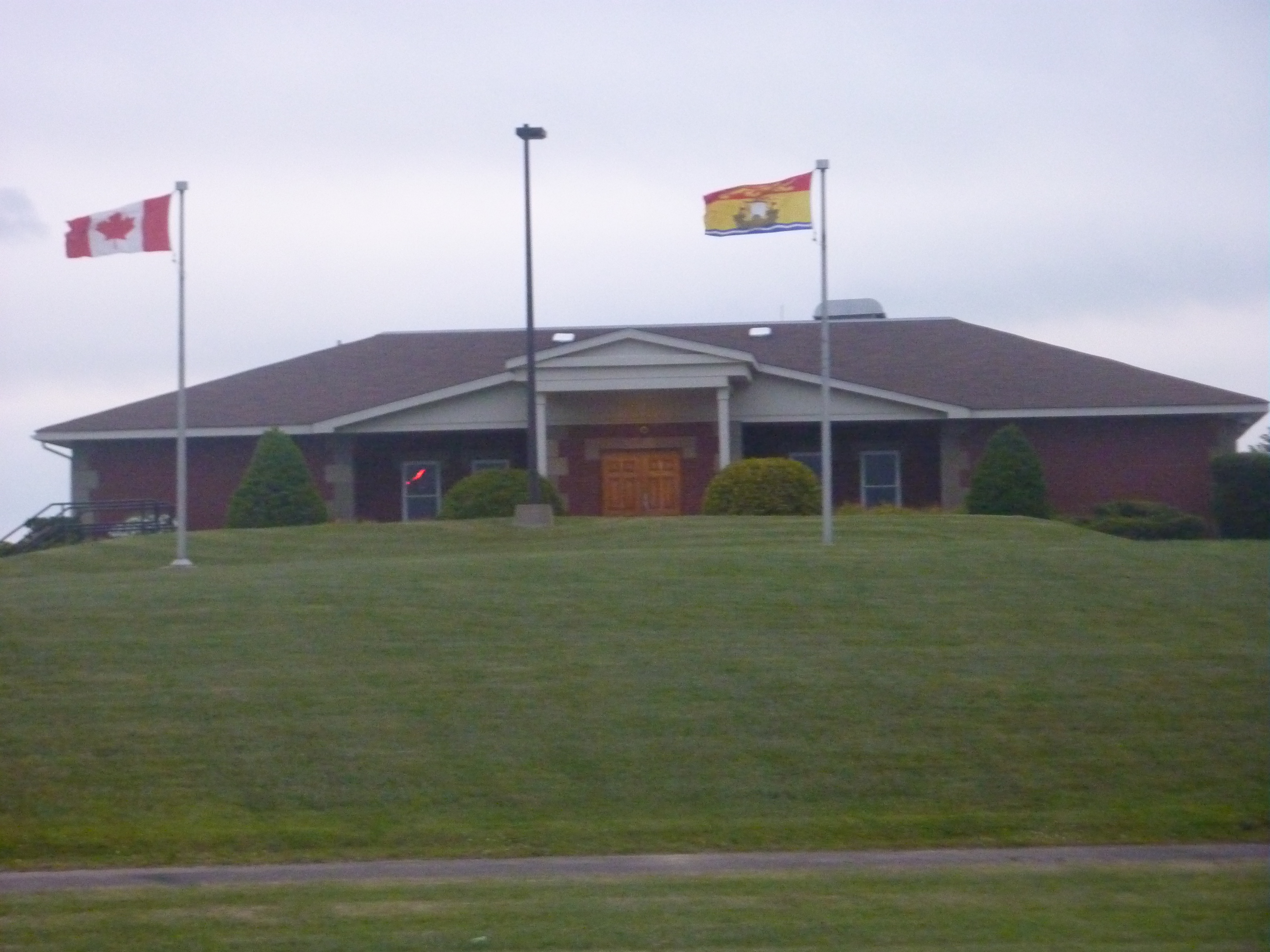
Palais de justice

## Culture

### Personnalités
- George Frederick Street Berton (1808-1840), avocat et fonctionnaire, né à Burton.